# Bambas da Orgia
Sociedade Beneficente Cultural Bambas da Orgia é uma escola de samba de Porto Alegre, Rio Grande do Sul. É a mais antiga escola de samba do carnaval da capital gaúcha e a que possui mais títulos.

## História
Bambas da Orgia foi fundada em 6 de maio de 1940, por um grupo de ex-integrantes dos Turunas na Rua Santana, seus fundadores foram: Orlando Texeira, Alceu Soares, Benidito Santos, Hemetério Barros, Lafaiete Terra Soares, Peri Vargas, Alcides Dias, Armando Vargas e Laerte Vargas. Seu primeiro desfile ocorreu com treze componentes. Em 1942 houve uma dissidência entre alguns fundadores, o que ocasionou a fundação da Sociedade Nós os Democratas, na Rua Santana, foi sua primeira sede social de Bambas da Orgia. A escola é detentora de troféus especiais por sua conquistas; Troféu Zé Pereira, Troféu Vicente Rao e Troféu Aimoré Silva.

## Segmentos

### Presidentes
| Nome                         | Mandato    | Ref.          |
| ---------------------------- | ---------- | ------------- |
| Hermes De Souza              | 1977       |               |
| Ariovaldo Alves Paz          | 1989–1992  | [ 1 ]         |
| Cláudio José Vieira          | 1993–1996  | [ 1 ]         |
| Odilon das Neves Vieira      | 1997–2000  | [ 8 ]         |
| Rosalina Conceição           | 2001–2012  | [ 9 ]         |
| Cleomar Rosa                 | 2013–2018  | [ 10 ] [ 11 ] |
| Nilton Deoclides Pereira     | 2018-2021  | [ 12 ]        |
| Carlos Breik                 | 2021-2024  | [ 13 ] [ 14 ] |
| Fatima Rosane Bomfim Sampaio | 2024-Atual | [ 3 ]         |

### Diretores
| Ano  | Diretor de Carnaval  | Diretor de harmonia      | Ref.   |
| ---- | -------------------- | ------------------------ | ------ |
| 1991 | Hermes Souza         |                          | [ 1 ]  |
| 1992 | Hermes Souza         |                          | [ 1 ]  |
| 1993 | Odilon Vieira        | João Avelino “Camurça”   | [ 1 ]  |
| 1994 | Carlos Viana         | Wilson Nei               | [ 1 ]  |
| 1995 | Hermes Souza         | Luiz Fernando “Meneca”   | [ 1 ]  |
| 1996 | José Ademir Santos   |                          | [ 1 ]  |
| 1997 | José Ademir Santos   | Porto Alex               | [ 1 ]  |
| 1998 | Carlos Alberto “Fau” | João Avelino “Camurça”   | [ 1 ]  |
| 1999 | Carlos Alberto “Fau” | Gustavo Giró             | [ 1 ]  |
| 2014 | Comissão de Carnaval |                          |        |
| 2015 | Walmir Oliveira      |                          |        |
| 2016 | Comissão de carnaval |                          |        |
| 2020 | Walmir Oliveira      |                          | [ 15 ] |
| 2022 | Walmir Oliveira      | Carlos Volnei Cunha      | [ 13 ] |
| 2023 | Comissão             | Anderson Xilico          | [ 14 ] |
| 2024 | Comissão             | Nilton Deoclides Pereira | [ 16 ] |
| 2025 | Carlos Alberto “Fau” |                          | [ 3 ]  |

| Ano        | Mestre de bateria             | Ref.                |
| ---------- | ----------------------------- | ------------------- |
| 1982–1991  | Nilton Deoclides Pereira      | [ 1 ]               |
| 1992–1993  | Rubens Luiz “Carioca”         | [ 1 ]               |
| 1994–1996  | Nilton Deoclides Pereira      | [ 1 ]               |
| 1997       | Júlio Lucena “Mestre Inho”    | [ 1 ]               |
| 1998–1999  | Estêvão Renato Pereira        | [ 1 ]               |
| 2000       | Mestre Biskuim                | [ 17 ]              |
| 2001       | Marcelo Silveira “Marcelinho” | [ 18 ]              |
| 2002       | Estêvão Renato Pereira        |                     |
| 2003–2005  | Jefersandro “Mestre Sandro”   |                     |
| 2006–2007  | Estêvão Renato Pereira        |                     |
| 2008–2009  | Sandro Gravador               | [ 19 ]              |
| 2010–2012  | Estêvão Renato Pereira        | [ 20 ]              |
| 2013–2014  | Mestre Biskuim                | [ 21 ]              |
| 2015–2016  | Adailson “Dadá”               | [ 22 ]              |
| 2017-2018  | Mestre Biskuim                | [ 23 ]              |
| 2019       | Mestre Willian                | [ 24 ]              |
| 2020-2021  | Mestre Willian e Sandro       | [ 13 ]              |
| 2022-Atual | Jefersandro “Mestre Sandro”   | [ 25 ] [ 14 ] [ 3 ] |

### Casal de Mestre-sala e Porta-bandeira
| Ano        | Nome                              | Ref.                |
| ---------- | --------------------------------- | ------------------- |
| 1987-1991  | Marcelinho e Sirlei Lopes         | [ 1 ]               |
| 1992-1997  | Zé Cartola e Neli Marques         | [ 1 ]               |
| 1998-1999  | Marcelinho e Michele Lima         | [ 1 ]               |
| 2000       | Cristiano e Rosicler Padilha      | [ 17 ]              |
| 2001-2002  | Gustavo Tiriri e Rosicler Padilha | [ 26 ]              |
| 2003       | Marcelinho e Rosicler Padilha     | [ 27 ]              |
| 2004-2008  | Gustavo Tiriri e Rosicler Padilha | [ 28 ]              |
| 2009       | Marcelinho e Michele Lima         | [ 29 ]              |
| 2010       | Evandro Ferraz e Michele Lima     | [ 30 ]              |
| 2011-2018  | Evandro Ferraz e Fabiana Almeida  | [ 10 ] [ 2 ]        |
| 2019-2020  | Gustavo Tiriri e Fabiana Almeida  | [ 15 ]              |
| 2021-Atual | Robson Souza e Fabiana Almeida    | [ 13 ] [ 14 ] [ 3 ] |

## Carnavais
| Ano                        | Colocação   | Grupo           | Enredo                                                                                                   | Carnavalesco                                 | Intérprete                   | Ref.                               |
| -------------------------- | ----------- | --------------- | --- | -------------------------------------------- | ---------------------------- | ---------------------------------- |
| 1956                       | Campeã      | I               | Festa na China.                                                                                          |                                              |                              | [ 31 ]                             |
| 1957                       | Campeã      | I               | Festa nas Arábias.                                                                                       |                                              |                              | [ 31 ]                             |
| 1958                       | Campeã      | I               | O Mundo de Mandrake.                                                                                     |                                              |                              | [ 31 ]                             |
| 1959                       | Campeã      | I               | Salve o Carnaval.                                                                                        |                                              | Ariovaldo Paz                | [ 32 ] [ 31 ]                      |
| 1960                       | Campeã      | I               | As quatro estações.                                                                                      |                                              |                              | [ 31 ]                             |
| 1961                       |             | I               | Os 10 mandamentos.                                                                                       |                                              |                              | [ 7 ]                              |
| 1962                       |             | I               | Vovô Deville.                                                                                            |                                              |                              | [ 7 ]                              |
| 1963                       |             | I               | A Gata Borralheira.                                                                                      |                                              |                              | [ 7 ]                              |
| 1964                       |             | I               | Quatro estações.                                                                                         |                                              |                              | [ 7 ]                              |
| 1965                       |             | I               | Nordeste brasileiro.                                                                                     |                                              |                              | [ 7 ]                              |
| 1966                       | 3.º lugar   | I               | Viagem através do Brasil.                                                                                |                                              |                              | [ 7 ] [ 33 ]                       |
| 1967                       |             | I               | Aquarela do Brasil.                                                                                      |                                              |                              | [ 7 ]                              |
| 1968                       |             | I               | Obras de Aleijadinho.                                                                                    |                                              |                              | [ 7 ]                              |
| 1969                       |             | I               | Sinfonia do café.                                                                                        |                                              |                              | [ 7 ]                              |
| 1970                       |             | I               | História e tradições da Bahia.                                                                           |                                              |                              | [ 7 ]                              |
| 1971                       |             | I               | O carnaval de todos os tempos.                                                                           |                                              |                              | [ 7 ]                              |
| 1972                       |             | I               | Lavadeiras de Portugal.                                                                                  |                                              |                              | [ 7 ]                              |
| 1973                       |             | I               | Festa na senzala.                                                                                        |                                              |                              | [ 7 ]                              |
| 1974                       | Campeã      | I               | O esplendor da Broadway.                                                                                 |                                              |                              | [ 31 ]                             |
| 1975                       |             | I               | Apogeu de Vila Rica em tempo de Xica da Silva.                                                           |                                              |                              | [ 7 ]                              |
| 1976                       |             | I               | Consagração de Nossa Senhora dos Navegantes.                                                             |                                              |                              | [ 7 ]                              |
| 1977                       | Campeã      | I               | Deslumbramento azul e branco em tempo de Portela.                                                        |                                              | Meneca                       | [ 31 ] [ 34 ]                      |
| 1978                       | 2.º lugar   | I               | O Guarani.                                                                                               |                                              | Paulo da Silva Dias (Jajá)   | [ 35 ] [ 7 ]                       |
| 1979                       | Campeã      | I               | Era negro o céu de Palmares, pois seus deuses eram da África.                                            |                                              | Meneca                       | [ 31 ] [ 34 ]                      |
| 1980                       | Campeã      | I               | Magia e esplendor de quatro décadas de glória: 40 anos de Bambas.                                        |                                              | Paulo da Silva Dias (Jajá)   | [ 31 ] [ 34 ]                      |
| 1981                       |             | I               | Lenda encantada do mundo sem noite.                                                                      |                                              | Paulo da Silva Dias (Jajá)   | [ 7 ]                              |
| 1982                       | 4.º lugar   | I               | Universo do sete.                                                                                        |                                              | Paulo da Silva Dias (Jajá)   | [ 36 ] [ 7 ]                       |
| 1983                       | Campeã      | I               | Pouco importa quanto importa, o importante é sambar.                                                     | Guaraci Feijó                                | Deco                         | [ 31 ]                             |
| 1984                       | Campeã      | I               | Pra falar de Brasil.                                                                                     | Guaraci Feijó                                | Meneca                       | [ 31 ]                             |
| 1985                       | Campeã      | I               | Viagem ao mundo das ilusões.                                                                             | Guaraci Feijó                                | Meneca                       | [ 31 ]                             |
| 1986                       | Campeã      | I               | Alô, alô, Carmem Miranda.                                                                                | Guaraci Feijó                                | Meneca                       | [ 31 ]                             |
| 1987                       | 3.º lugar   | I               | Quando o coração bate mais forte.                                                                        | Guaraci Feijó                                | Meneca                       | [ 7 ]                              |
| 1988                       | Vice-campeã | I               | Vou para além do arco-íris.                                                                              | Guaraci Feijó                                | Porto Alex                   | [ 7 ] [ 37 ]                       |
| 1989                       | Campeã      | I               | Sai de baixo, que nesse saco tem gato.                                                                   | Guaraci Feijó                                | Porto Alex                   | [ 31 ] [ 37 ]                      |
| 1990                       | 3.º lugar   | 1A              | Bambas, a glória da manhã.                                                                               | Dirson Cattani                               | Porto Alex                   | [ 1 ] [ 37 ]                       |
| 1991                       | 3.º lugar   | 1A              | Tributo a águia num cenário azul e branco.                                                               | Adoniran Ferreira                            | Porto Alex                   | [ 1 ] [ 37 ]                       |
| 1992                       | 3.º lugar   | 1A              | Quem conta um conto, aumenta um ponto.                                                                   | Juarez Soares de Lima                        | Geraldo Bico                 | [ 1 ]                              |
| 1993                       | 3.º lugar   | 1A              | Ai, que saudades que eu tenho, Reminiscências.                                                           | Mário Nienow e Pompílio Freitas              | Geraldo Bico                 | [ 1 ]                              |
| 1994                       | 3.º lugar   | 1A              | Pompas para Iyanassô Akala.                                                                              | Guaraci Feijó                                | Paulo da Silva Dias (Jajá)   | [ 1 ]                              |
| 1995                       | Vice-campeã | 1A              | Festa de Batuque.                                                                                        | Álvaro Machado                               | Paulo da Silva Dias (Jajá)   | [ 1 ] [ 38 ]                       |
| 1996                       | 3.º lugar   | Especial        | O Delirante Vôo da Águia nas Magias e Alquimias da Corte do Rei Arthur                                   | Álvaro Machado                               | Paulo da Silva Dias (Jajá)   | [ 1 ] [ 38 ]                       |
| 1997                       | Vice-campeã | Especial        | Tá todo mundo louco.                                                                                     | Álvaro Machado                               | Porto Alex                   | [ 1 ] [ 38 ] [ 37 ]                |
| 1998                       | Campeã      | Especial        | O Barão das Catas Altas, senhor das Minas Gerais.                                                        | Augusto Alves                                | Carlos Medina                | [ 31 ] [ 1 ] [ 39 ] [ 40 ]         |
| 1999                       | 3.º lugar   | Especial        | A noite que se fez luz.                                                                                  | Mano Brum                                    | Carlos Medina                | [ 1 ] [ 41 ] [ 42 ]                |
| 2000                       | 7.º lugar   | Especial        | São Luiz, história e estórias de um povo missioneiro                                                     | Cássio Carvalho                              | Alexandre Belo               | [ nota 1 ] [ 43 ] [ 44 ]           |
| 2001                       | Campeã      | Intermediário A | De um pequenino grão de areia.                                                                           | Jonessy Nunes                                | Nêgo Edu                     | [ 45 ] [ 46 ] [ 47 ]               |
| 2002                       | Campeã      | Especial        | Os Bambas abrem o baralho, dão as cartas e bancam o jogo.                                                | Álvaro Machado                               | Gilson Dornelles             | [ 31 ] [ 48 ] [ 38 ]               |
| 2003                       | Campeã      | Especial        | No caminho uma bola, dentro da bola o sonho azul de um Grêmio vencedor.                                  | Guaraci Feijó                                | Gilson Dornelles             | [ 31 ] [ 49 ] [ 50 ]               |
| 2004                       | Campeã      | Especial        | Do mar se faz poesia.                                                                                    | Guaraci Feijó                                | Gilson Dornelles             | [ 31 ] [ 51 ]                      |
| 2005                       | 3.º lugar   | Especial        | Do Olimpo às Divindades da Mitologia grega.                                                              | Fabi Ferreira                                | Gilson Dornelles             | [ 52 ] [ 53 ]                      |
| 2006                       | 4.º lugar   | Especial        | É disto que o povo gosta.                                                                                | Fabi Ferreira                                | Rudi                         | [ 54 ] [ 55 ]                      |
| 2007                       | Campeã      | Especial        | Taj Mahal: Uma linda história de amor.                                                                   | Adoniran Ferreira e Gilson Lucena (Giguilee) | Alexandre Belo               | [ 56 ] [ 57 ]                      |
| 2008                       | 3.º lugar   | Especial        | Faculdade da Vida, Trajetória de Bamba; Instituto de Artes 100 anos, a Universidade do Samba.            | Guaraci Feijó                                | Leandro da Águia             | [ 58 ] [ 59 ]                      |
| 2009                       | 5.º lugar   | Especial        | Brilha no céu a estrela que nos faz sonhar para além do luar. Clara Guerreira, Bambas vem te homenagear. | Fabi Ferreira                                | Leandro da Águia             | [ 60 ] [ 61 ]                      |
| 2010                       | 8.º lugar   | Especial        | Bambas passa na Avenida da Ilusão, convidando para Bailar no Jogo da Sedução                             | Álvaro Machado                               | Leandro da Águia             | [ 62 ] [ 63 ]                      |
| 2011                       | 9.º lugar   | Especial        | Ô Abre-Alas Que eu Quero Passar.                                                                         | Severo Luzardo                               | Zinho Melodia                | [ 64 ] [ 65 ] [ 66 ] [ 67 ]        |
| 2012                       | 7.º lugar   | Especial        | Dos Cerros do Solo Gaúcho Nasce a Rainha da Fronteira, Bagé, um Salto para o Futuro!                     | Gilson Lucena (Giguilee)                     | Sandrinho Gessé              | [ 68 ] [ 69 ] [ 70 ] [ 71 ]        |
| 2013                       | Campeã      | Especial        | Majestosa Altaneira, Minha Águia, Minha Paixão!                                                          | Guaraci Feijó                                | Fábio Ananias                | [ 72 ] [ 73 ] [ 74 ] [ 72 ] [ 75 ] |
| 2014                       | 5.º lugar   | Especial        | Bambas, apresenta: Moacyr Scliar o menino do Bom Fim.                                                    | Marco Aramha e Marcyo de Olliveira           | Fábio Ananias                | [ 10 ] [ 76 ] [ 77 ] [ 78 ]        |
| 2015                       | 3.º lugar   | Especial        | Bahia, Terra de Bambas!                                                                                  | Guilherme Xavier                             | Fábio Ananias                | [ 79 ] [ 80 ] [ 81 ]               |
| 2016                       | 8.º lugar   | Especial        | Sorria: Chegou Bambas da Orgia!                                                                          | Guilherme Xavier                             | Fábio Ananias                | [ 2 ] [ 82 ]                       |
| 2017                       | 6.º lugar   | Série Ouro      | Num Piscar de olhos tudo pode acontecer!                                                                 | Silvio de Oliveira                           | Fábio Ananias                | [ 83 ] [ 84 ] [ 85 ]               |
| Desfile cancelado em 2018. |             |                 | |                                              |                              |                                    |
| 2019                       | 6.º lugar   | Série Ouro      | É Tempo de Liberdade! No Centenário de Mandela, Sou Bambas da Orgia, a Águia Altaneira da Igualdade.     | Edy Brittes                                  | Porto Alex                   | [ 88 ] [ 89 ] [ 90 ]               |
| 2020                       | Campeã      | Série Ouro      | Eu Sou Passado, Eu Sou Presente, Eu Sou Futuro... Saudade, Quem é que Não Tem?                           | Edy Brittes                                  | Sandro Ferraz                | [ 91 ] [ 92 ] [ 93 ] [ 94 ]        |
| Desfile cancelado em 2021. |             |                 | |                                              |                              |                                    |
| 2022                       | Vice-campeã | Série Ouro      | No Sagrado e no Profano, Sob as Bençãos de Maria e de Iemanjá                                            | Edy Brittes                                  | Fábio Ananias e Dodô Ananias | [ 13 ] [ 96 ]                      |
| 2023                       | 4.º lugar   | Série Ouro      | Ilu Ayê! Escola de Bamba é Portela                                                                       | Caren Nurimar e Nilvia Daniele Ferreira      | Fábio Ananias e Dodô Ananias | [ 14 ] [ 97 ]                      |
| 2024                       | 5.º lugar   | Série Ouro      | Òrànmíyàn                                                                                                | Michael Smith e Pedro Linhares               | Bruno Martins                | [ 16 ] [ 98 ]                      |
| 2025                       | 5.º lugar   | Série Ouro      | As Mãos que Embalam uma Vida de Bamba                                                                    | Pedro Linhares e Fabiano Almeida             | Bruno Martins                | [ 3 ] [ 99 ]                       |
| 2026                       |             | Série Ouro      | Apaguem as Luzes!                                                                                        | Silvio de Oliveira                           | Bruno Martins                | [ 100 ]                            |

## Títulos
| Títulos do Bambas da Orgia | Títulos do Bambas da Orgia          | Títulos do Bambas da Orgia | Títulos do Bambas da Orgia                                                                       |
| -------------------------- | ----------------------------------- | -------------------------- | ------------------------------------------------------------------------------------------------ |
| Grupo                      | Grupo                               | Títulos                    | Anos                                                                                             |
|                            | Especial (Atual Série Ouro)         | 21                         | 1956, 57, 58, 59, 60, 74, 77, 79, 80, 83, 84, 85, 86, 89, 98, 2002, 2003, 2004, 2007, 2013, 2020 |
|                            | Intermediário-A (Atual Série Prata) | 1                          | 2001                                                                                             |

## Prêmios
Estandarte de Ouro
- 2011: 1º passista masculino.[101]
- 2012: Velha guarda e comissão de frente.[102]
- 2013: Samba enredo, enredo, fantasias, evolução, mestre-sala e porta-bandeira, velha guarda, passista masculino, ala de passo marcado, diretor de carnaval e presidente.[103]
- 2014: Mestre-sala e porta-bandeira e velha guarda.[104]
- 2015: Bateria, melhor porta-estandarte, interprete e comissão de frente.[105]
- 2016: Velha guarda.[106]